# Thunderstone
Thunderstone to zespół muzyczny z Finlandii grający power metal, założony w 2000 przez gitarzystę Nino Laurenne. Po wydaniu debiutanckiego albumu zespół ruszył w trasę koncertową po Europie jako support dla Stratovariusa i Symphony X. W 2007 roku grupa wystąpiła w finale fińskiej Eurowizji, gdzie z utworem "Face in the Mirror" zajęła drugie miejsce zdobywając 33% głosów.

## Dyskografia
| Thunderstone                | - Data: 24 czerwca 2002 - Wydawca: Nuclear Blast  | —  |
| The Burning                 | - Data: 19 stycznia 2004 - Wydawca: Nuclear Blast | 13 |
| Tools of Destruction        | - Data: 18 kwietnia 2005 - Wydawca: Nuclear Blast | 18 |
| Evolution 4.0               | - Data: 14 marca 2007 - Wydawca: Nuclear Blast    | 10 |
| Dirt Metal                  | - Data: 9 września 2009 - Wydawca: Sony Music     | 19 |
| Apocalypse Again            | - Data: 1 kwietnia 2016 - Wydawca: AFM Records    | 5  |
| "—" album nie był notowany. |                                                   |    |